# Departamento de Chicligasta
Departamento de Chicligasta är en kommun i Argentina.   Den ligger i provinsen Tucumán, i den norra delen av landet, 1 100 km nordväst om huvudstaden Buenos Aires.
Trakten runt Departamento de Chicligasta består till största delen av jordbruksmark. Runt Departamento de Chicligasta är det ganska tätbefolkat, med 65 invånare per kvadratkilometer.